# لوچانو ساوورینی
لوچانو ساوورینی (ایتالیایی: Luciano Savorini; ۳ اکتبر ۱۸۸۵ – ۳۰ اکتبر ۱۹۶۴) ژیمناست هنری اهل ایتالیا بود.